# Municipio de Moniteau (condado de Howard)
El municipio de Moniteau (en inglés: Moniteau Township) es un municipio ubicado en el condado de Howard en el estado estadounidense de Misuri. En el año 2010 tenía una población de 1026 habitantes y una densidad poblacional de 4,95 personas por km².

## Geografía
El municipio de Moniteau se encuentra ubicado en las coordenadas 39°4′6″N 92°34′48″O / 39.06833, -92.58000. Según la Oficina del Censo de los Estados Unidos, el municipio tiene una superficie total de 207.22 km², de la cual 204,48 km² corresponden a tierra firme y (1,32 %) 2,74 km² es agua.

## Demografía
Según el censo de 2010, había 1026 personas residiendo en el municipio de Moniteau. La densidad de población era de 4,95 hab./km². De los 1026 habitantes, el municipio de Moniteau estaba compuesto por el 96,1 % blancos, el 0,88 % eran afroamericanos, el 0,39 % eran amerindios, el 0,19 % eran asiáticos, el 0,1 % eran de otras razas y el 2,34 % eran de una mezcla de razas. Del total de la población el 0,49 % eran hispanos o latinos de cualquier raza.